# 3216-os mellékút (Magyarország)
A 3216-os számú mellékút egy közel 64 kilométeres hosszúságú, négy számjegyű mellékút Jász-Nagykun-Szolnok vármegye középső-északi részén; Fegyvernektől húzódik, a Tisza és a Tisza-tó bal parti oldalán fekvő kisebb településeken át egészen Tiszafüredig.

## Nyomvonala
Fegyvernek belterületének déli részén, Szapárfalu településrész keleti széle közelében ágazik ki a 4-es főútból, annak a 128+700-as kilométerszelvénye közelében, a 4204-es út egyenes folytatásaként, észak-északnyugat felé. Kezdeti szakasza a Fő út nevet viseli – így halad el néhány méter után a Szapáry–Schwartz-kastély parkjának keleti bejárata mellett –, majd Szent Erzsébet út néven halad végig a város központján. 2,8 kilométer megtétele után kiágazik belőle nyugat felé a Nagykörűtől idáig vezető [bár a Tiszát csak komppal átszelő] 3223-as út, és már a negyedik kilométerén is túl jár, amikor maga mögött hagyja a település legészakibb házait.
Nagyjából 5,5 kilométer után lép át a következő település, Tiszabő határai közé, de e község lakott helyeit nem érinti; oda csak a 32 322-es számú mellékút vezet, amely a 7+300-as kilométerszelvénye táján ágazik ki belőle nyugat felé. 9,6 kilométer után éri el a tiszaroffi árapasztó tározó töltésrendszerének délkeleti csücskét, innentől kezdve több mint 10 kilométeren át kíséri nyugat felől a tározó töltése. 11,2 kilométer után elhalad Tiszabő, Tiszagyenda és Tiszaroff hármashatára mellett, majd tiszagyendai területen folytatódik, de e falunak is inkább csak külterületeit érinti, központját délnyugat felől elkerüli: oda a 16. kilométere után lehet letérni egy számozatlan önkormányzati úton, vagy a 3222-es úton, amely bő egy kilométerrel arrébb ágazik ki a 3216-osból, kelet felé.
17,5 kilométer megtételét követően újra találkozik Tiszaroff határával, de ezúttal már át is szeli azt. Majdnem pontosan a huszadik kilométerénél jár, amikor elhagyja az árapasztó tározó térségét, s az eddig vele párhuzamosan, tőle pár méterre húzódó töltés nyugatnak fordul. Nagyjából a 21. és 24. kilométerei között halad át a település lakott területei között, Dózsa György út, majd Burai út néven; ezalatt majdnem 180 fokos szögben változtatja vonalvezetését, a közel délnyugati iránytól egészen az északkeleti irányig fordulva. Közben, 22,3 kilométer után beletorkollik dél felől a 3234-es út: ez szintén egy, a Tisza túlsó partján fekvő faluval, Tiszasüllyel köti össze, de szintén híd nélkül, komp összeköttetésével.
A 28. kilométerétől Tiszabura területén, s ott már szinte azonnal lakott részek közt halad tovább, Kossuth Lajos utca néven. A község központi részét kevéssel a 30. kilométere után hagyja el, de a település határai közül csak 36,5 kilométer után hagyja el, ott már kelet felé haladva. Közben itt is van egy említést érdemlő elágazása: a 34+200-as kilométerszelvényénél beletorkollik észak felől a 3209-es út, mely Kiskörén át egészen Hevestől húzódik idáig, s ez a főutcája Tiszabura különálló, Pusztataskony nevű településrészének is.
Körülbelül 36,7 kilométer után – már Abádszalók határain belül – áthalad a Nagykunsági-főcsatorna felett, majd kiágazik belőle északnak a Karcag–Tiszafüred-vasútvonal Abádszalók megállóhelyét kiszolgáló 32 322-es számú mellékút, utána pedig – szintben – keresztezi is a vasút vágányait. 39,8 kilométer után újabb elágazása jön: ott a Kunhegyestől idáig húzódó 3221-es út torkollik bele kelet felől. A 40. és 44. kilométerei között húzódik végig Abádszalók belterületén, települési neve itt végig Füredi utca. 
Tiszaderzs a következő, útjába eső település, melynek határát majdnem pontosan 46, központját pedig kicsivel több mint 47 kilométer megtétele után éri el. Itt a Fő út, majd a Szőlősi út nevet viseli, és ebben a faluban is van egy nagyobb elágazása: a belterület keleti széle táján, 47,9 kilométer után a 3218-as út indul ki belőle Újszentgyörgy felé. Ezután is még jó darabig tiszaderzsi területen marad, már az 53. kilométere közelében jár, amikor eléri Tiszaszőlős határát.
53,9 kilométer után beletorkollik délről, Kunhegyes-Tiszaszentimre felől a 3217-es út, majd ezt követően a 3216-os is északi irányt vesz. 55,5 kilométer teljesítését követően éri el Tiszaszőlős lakott területének déli szélét, ahol a Fő út nevet veszi fel, és úgy is húzódik a falu legészakibb házaiig, amiket az 57+800-as kilométerszelvénye táján hagy el. Közben, a központ déli felében itt is van egy említést érdemlő elágazása: 56,4 kilométer után, keleti irányban a 32 318-as számú mellékút (Péntek Ferenc út – Jókai út) ágazik ki, ami a Karcag–Tiszafüred-vasútvonal Tiszaszőlős vasútállomásáig vezet.
Kevéssel a 60. kilométere előtt az út eléri a vasútvonalat, előbb nyugati irányból mellé simul, majd keresztezi is azt és a keleti oldalán húzódik tovább. Még a 61. kilométere előtt elhalad Pusztadomaháza településrész mellett, attól nem messze keletre, majd 61,6 kilométer után átlép Tiszafüred határai közé, ugyanott a vasúttól is elkanyarodik északkelet felé. 62,8 kilométer után éri el a város első házait, a Domaházi út nevet felvéve; így is ér véget, beletorkollva a 33-as főútba, annak a 37+150-es kilométerszelvénye táján.
Teljes hossza, az országos közutak térképes nyilvántartását szolgáló kira.kozut.hu adatbázisa szerint 64,611 kilométer.

## Története
1934-ben a kereskedelem- és közlekedésügyi miniszter 70 846/1934. számú rendelete a Tiszafüred és Tiszaroff közötti szakaszát harmadrendű főúttá nyilvánította, 323-as útszámozással, ugyanakkor hasonló besorolást kapott a Tiszaroff és a tiszagyendai elágazás közti szakasz is, a Jászkisér-Kunhegyes közti 322-es főút részeként. Fennmaradó szakasza akkor is csak mellékúti minőségben volt kiépítve.
2007-ben történt rajta a legutóbbi beavatkozás, amikor tengelysúlyra történt a burkolatának megerősítése.

## Települések az út mentén
- Fegyvernek
- (Tiszabő)
- (Tiszagyenda)
- Tiszaroff
- Tiszabura
- Abádszalók
- Tiszaderzs
- Tiszaszőlős
- Tiszafüred